# Octavio Vial
Octavio « La Pulga » Vial (né le 26 décembre 1919 au Mexique et mort le 19 janvier 1989) était un joueur et entraîneur de football mexicain.

## Biographie

### Club
Il a passé sa carrière dans l'équipe mexicaine du Club América, il entre dans l'équipe en 1936 et fait ses débuts dans le championnat du Mexique en 1937.
Il a en tout inscrit 148 buts pour le club, ce qui fait de lui le 3e meilleur buteur de l'équipe de tous les temps après Luis Roberto Alves (190) et Cuauhtémoc Blanco (152).

### Entraîneur
Après sa retraite, il devient entraîneur et reprend les rênes de son ancien club de l'América entre 1949 (année où il effectue une tournée en Espagne, avec une défaite 7-1 contre le Real Madrid puis 6-3 contre l'Athletic Bilbao) et 1950 une première fois puis lors d'une seconde période entre 1952 et 1955. Il dirige également le club du CF Atlante en 1951.
En international, il devient ensuite le sélectionneur du Mexique pour la coupe du monde 1950 au Brésil. Lors de ce mondial, le Mexique est éliminé dès le 1er tour et y joue trois matchs (trois défaites contre le Brésil 4-0, contre la Yougoslavie 4-1, et contre la Suisse 2-1).

## Palmarès

### Joueur
- Copa México : 1938 (avec América)

### Entraîneur
- Copa México : 1951 (avec Atlante), 1954 et 1955 (avec América)
- Campeón de Campeones : 1955 (avec América)